# Václav Kolář (cyklista)
Václav Kolář (* 1. dubna 1991 Blansko) je český cyklista, dvanáctinásobný mistr světa v biketrialu v hlavní kategorii Elite. Závodí za klub ÚAMK Biketrial Blansko, jehož je předsedou.
Biketrialu se věnuje od svých šesti let. Jeho prvním úspěchem byl titul mládežnického mistra světa v biketrialu v roce 2002. Po tomto úspěch na světovém šampionátu v Japonsku se tréninku věnoval naplno. 
Mezi jeho největší úspěchy patří pět titulů mistra světa v biketrialu v mládežnických kategoriích a šest titulů světového šampiona v nejprestižnější kategorii Elite. Kromě těchto aktivit se věnuje natáčení videí o biketrialu, jezdí na různých exhibicích a show. Dává také soukromé lekce zájemcům o zlepšení dovedností v tomto sportu.
Pravidelně se umisťuje na předních místech ankety Sportovec roku v rámci okresu Blansko i Jihomoravského kraje.
V roce 2006 se stal nositelem Ceny Jihomoravského kraje v oblasti mládežnického sportu.